# Calephelis sinaloensis
Calephelis sinaloensis är en fjärilsart som beskrevs av Mcalpine 1971. Calephelis sinaloensis ingår i släktet Calephelis och familjen Riodinidae. Inga underarter finns listade i Catalogue of Life.